# Diomansy Kamara
Diomansy Mehdi Kamara (* 8. November 1980 in Paris, Frankreich) ist ein ehemaliger senegalesischer Fußballspieler. Der sowohl auf beiden Außenpositionen und in der Mitte einsetzbare Stürmer war seit Beginn der Saison 2007/08 für den FC Fulham in der englischen Premier League aktiv, nachdem er zuvor für West Bromwich Albion gespielt hatte und dort nach einer durchwachsenen ersten Saison in der Spielzeit 2006/07 zu einem sportlichen Höhenflug angesetzt hatte. Kamara war langjähriger senegalesischer Fußballnationalspieler. Er wurde in den Jahren 2004, 2006 und 2008 jeweils von seinem Landesverband in den Kader für die Afrikameisterschaft nominiert.

## Karriere

### Die ersten Karriereschritte
Der in der französischen Hauptstadt geborene Diomansy Kamara begann seine Profikarriere beim heimischen Klub Red Star Paris und wechselte während der Saison 1999/2000 in die italienische Serie C2 zum kalabrischen US Catanzaro. Von dort schloss er sich dem norditalienischen FC Modena an, der gerade in die zweitklassige Serie B aufgestiegen war. Dort gelang bereits in der folgenden Spielzeit 2001/02 auf Anhieb der Durchmarsch in die Serie A und der junge Senegalese machte sich in der obersten italienischen Liga durch seine agile Spielweise europaweit auf sich aufmerksam. Nach Ablauf der Saison 2003/04 - Kamara waren insgesamt sechs Meisterschaftstore gelungen - musste der FC Modena jedoch wieder in die Serie B absteigen.

### FC Portsmouth
Im August des Jahres 2004 plante die Vereinsführung des Erstligisten FC Portsmouth zunächst ein Ausleihgeschäft mit Kamara, entschied sich dann aber zu einer vollständigen Verpflichtung für 2,25 Millionen Pfund, was zu diesem Zeitpunkt die höchste Ablösesumme des Klubs in seiner Geschichte war. Der bereits wegen seiner Antrittsschnelligkeit als „neuer Thierry Henry“ mit Vorschusslorbeeren versehene Mittelstürmer zeigte zu Beginn der Saison 2004/05 gute Leistungen, bevor ihn dann eine fast dreimonatige Verletzungspause und eine Formkrise zurückwarfen. Nach nur einem Jahr transferierte der FC Portsmouth mit Hilfe einer Vertragsklausel Kamara weiter an West Bromwich Albion und erhielt 1,5 Millionen Pfund vom FC Modena zurück (die vollständige Summe hätte nur im Falle einer zweijährigen Beschäftigung Kamaras gezahlt werden müssen). Kamara wechselte für 1,5 Millionen Pfund zu dem von Bryan Robson trainierten Ligakonkurrenten West Bromwich Albion.

### West Bromwich Albion
Kamara kam am 13. August 2005 als Einwechselspieler für Nwankwo Kanu in der 60. Spielminute beim 0:0-Remis auswärts bei Manchester City zu seinem Debüt für die „Baggies“. Seinen ersten Treffer für WBA erzielt er etwas mehr als einen Monat später am 20. September 2005 im Ligapokal gegen Bradford City (4:1). Dieses Tor sollte jedoch das erste von nur zweien in der gesamten Spielzeit 2005/06 sein; der zweite Treffer beim 2:0-Sieg gegen Manchester City am 10. Dezember 2005 war gleichzeitig sein einziges Ligator in der Saison. Am Ende stieg er mit seinem Verein in die zweitklassige Football League Championship ab.
In der anschließenden Zweitligasaison 2006/07 rehabilitierte sich Kamara für die zuvor ausgebliebenen Leistungen, entwickelte sich mit 23 Treffern in allen Wettbewerben zu einem Torjäger und war maßgeblich daran beteiligt, dass sein Verein das Play-off-Finale zum Aufstieg in die Premier League erreichte. Im Oktober 2006 hatte er bereits die Auszeichnung zum besten Zweitligaspieler des Monats („Championship Player-of-the-Month“) und im Februar des Folgejahres den analogen Preis des Spielerverbands PFA („PFA Fans' Player-of-the-Month“) gewonnen. Dazu kam ebenfalls von der PFA die Nominierung in die (Zweitliga)-Mannschaft des Jahres („PFA Championship team of the year“) und vereinsintern die Wahl zum besten WBA-Spieler der abgelaufenen Saison.

### FC Fulham
Nach dem verpassten Premier-League-Aufstieg von WBA durch eine 0:1-Niederlage gegen Derby County verpflichtete am 9. Juli 2007 der FC Fulham Kamara für die Rekordablösesumme von sechs Millionen Pfund. Am 12. August 2007 kam er in der zweiten Halbzeit bei der 1:2-Niederlage beim FC Arsenal als Einwechselspieler für David Healy zu seinem ersten Einsatz für die „Cottagers“. Der erste Treffer folgte während des 1:0-Ligapokalsiegs bei Shrewsbury Town am 28. August 2007. Das erste Tor in der Meisterschaft gelang ihm nur vier Tage später beim 3:3-Remis gegen Tottenham Hotspur, als er per Fallrückzieher den Ausgleich in der letzten Spielminute erzielte.

### Eskişehirspor
Ende Juni 2011 gab Kamara bekannt, seinen ablaufenden Vertrag beim FC Fulham nicht zu verlängern. Am 24. Juni 2011 gab der türkische Klub Eskişehirspor die Verpflichtung des Senegalesen bekannt. Kamara unterschrieb hier einen Dreijahresvertrag. Im ersten Freundschaftsspiel in der Vorbereitung erzielte der Stürmer beim 2:0-Sieg gegen die syrische Fußballnationalmannschaft am 2. Juli 2011 beide Treffer. Sein erstes Pflichtspieltor gelang ihm am zweiten Spieltag der Süper Lig, beim 4:0-Sieg seiner Mannschaft in Sivas traf er zum 3:0. In seiner ersten Saison in der Türkei erzielte der Senegalese 15 Tore in 35 Ligaspielen. Zum Sommer 2014 verließ Kamara nach drei Jahren Eskişehirspor. Bei seinem Abschied war Kamara mit 28 Ligatoren der ausländische Spieler mit den meisten Erstligatoren für Eskişehirspor.
Nach einem halben Jahr in der Indian Super League bei NorthEast United FC beendete er Ende 2015 seine Profilaufbahn.

## Erfolge
Mit Eskişehirspor
- Türkischer Pokalfinalist: 2013/14